# Màxim Esteban
Màxim Esteban Calvo (Barcellona, 25 marzo 1998) è un cestista spagnolo.